# Paul Leppin
Paul Leppin (27. listopadu 1878, Praha – 10. dubna 1945, tamtéž) byl pražský německý dekadentní (novoromantický) básník, spisovatel, dramatik a redaktor, civilním povoláním poštovní úředník.

## Život
Paul Leppin se narodil v rodině vyučeného hodináře Josefa Leppina (1850–1916), který se však živil jako zapisovatel, a vychovatelky Pauline, rozené Scharsach (1840–1913). Oba rodiče přišli do Prahy z moravského Frýdlantu. V letech 1888 až 1897 absolvoval gymnázium ve Štěpánské ulici (něm. Stefansgymnasium). V té době se také spřátelil s Camillem Hoffmannem. Vzhledem k nelehké finanční situaci rodiny nemohl pokračovat ve studiích na univerzitě, a tak roku 1897 nastoupil jako úředník Poštovního a telegrafního úřadu.
Na přelomu století začal publikovat první texty a recenze a záhy se stal nedílnou součástí pražského německého literárního života. Byl členem Spolku německých výtvarných umělců v Čechách a pravidelně se stýkal s dalšími německy hovořícími umělci, mezi nimiž nechyběli Oskar Wiener, Victor Hadwiger, Richard Teschner či Gustav Meyrink, toho času ještě používající původního příjmení Meyer. Znal se též s Jiřím Karáskem ze Lvovic.
V roce 1907 se oženil s Henriette Bognerovou (1885–1946), která pocházela z bohaté liberecké rodiny. V květnu 1908 se páru narodil syn Paul. Po roce 1918 zůstal Leppin v Praze, v roce 1920 se stal účetním radou. Ke svým padesátinám obdržel oficiální uznání i od kanceláře prezidenta republiky. Roku 1937 jeho jediný syn Paul zemřel.
Přestože Leppin nikdy nepatřil k německým nacionalistům, byl během okupace vnímán jako nepřítel. Zemřel krátce před koncem války na následky svého bohémského života. Jeho knihovna byla zničena během Pražského povstání. Jeho manželka byla vysídlena do Německa, kde krátce nato zemřela.

## Dílo
| „Mým nejhlubším zážitkem zůstala Praha. Její rozpolcenost, její tajemství, její krysařovská krása dávala mým básnickým pokusům vždy znovu podnět a obsah.“ |
| Paul Leppin, Prager Rhapsodie. Das Antlitz der Mutter, 1938, s. 89                                                                                         |

Roku 1899 publikoval první básně (Spuk a Refrain) ve výboru Goethe-Festschrift vydaném Čítárnou a přednáškovou síní německých studentů (Lese- und Redehalle der deutschen Studenten in Prag) a báseň Gedenken ve Frühlingsschrift der Deutschen in Königl. Weinberge, který sám redigoval. V témže roce zveřejnil i své první recenze.
Od roku 1900 vydával Leppin sérii letáků Frühling (Jaro), ve kterých měli první možnost publikovat mladí pražští němečtí spisovatelé (kromě Leppina samotného např. Peter Baum, Camill Hoffmann, Rainer Maria Rilke, Oskar Wiener, Ottokar Winicky, ale též Rakušan Stefan Zweig a další). Už od roku 1899 byl Leppin členem spolku Verein deutscher bildender Künstler in Böhmen (Spolek německých výtvarných umělců v Čechách), kde mimo uvedené spisovatele a básníky působili např. malíř a grafik Richard Teschner, herec Alexander Moissi, básník Victor Hadwiger, bankéř Gustav Meyer (pozdější spisovatel Gustav Meyrink) nebo grafik Hugo Steiner-Prag. V roce 1902 vyšla šestnáctistránková publikace Die Kralle, ein Höllen-Adagio, která byla manifestem tohoto spolku a kterou Paul Leppin připravil ve spolupráci s Oskarem Wienerem. V dubnu 1906 vyšel časopis Wir - Deutsche Blätter der Künste, který Leppin rovněž redigoval. Vyšla pouze dvě čísla (druhé v květnu 1906).
V roce 1901 otiskl Leppin svou první povídku Die Türe des Lebens, v roce 1903 první básnickou sbírku Glocken, die im Dunkel rufen a v roce 1905 první román Daniel Jesus. Jeho dramatické dílo nemělo větší ohlas.
Max Brod ve svých pamětech Život plný bojů (Streitbares Leben) mj. uvádí, že Leppin, který na rozdíl od Broda patřil k výše zmíněnému okruhu novoromantiků, ve svém románu Severinova cesta do temnot zvěčnil svého spisovatelského kolegu a dobrého přítele Gustava Meyrinka. Konkrétně vtiskl Leppin Meyrinkovy rysy do postavy pana Nikolause. Tutéž tezi vyslovuje také německá germanistka Angela Reinthalová ve své studii o vztahu Gustava Meyrinka ke generaci autorů kolem Leppinova letáku Frühling.

## Spisy

### Souborné dílo
- 13 Kapitel Liebe aus der Hölle. Monika, Der Enkel des Golem, Briefe an Marianne, Rede der Kindesmörderin vor dem Weltgericht, Erinnerungen an Meyrink und weitere Erstveröffentlichungen und Nachdrucke. Werkausgabe 1: Auswahl 1900–1944. Sestavili a uvedli Markus R. Bauer, Julia Hadwiger, Dierk O. Hoffmann a Rolf A. Schmidt. Zürich: SSI, 2007 (= Unterschlagene Literatur, Bd. 2), 384 stran, ISBN 978-3-9521172-1-7

### Jednotlivá knižní vydání
- Die Türe des Lebens (Dveře života), první sbírka povídek, Praha, 1901
- Glocken, die im Dunkel rufen (Zvony, které volají ve tmě), první sbírka básní, Mnichov, 1903
- Daniel Jesus, román, Berlín, 1905
- Hüter der Freude (Strážci rozkoše), Vídeň, 1918[18]
- Venus auf Abwegen, Hamburk, 1920
- Das Paradies den Andern, Reichenberg, 1921
- Die bunte Lampe (Pestrá lampa), Praha, 1928
- Rede der Kindesmörderin vor dem Weltgericht, Praha, 1928, bibliofilie
- Frühling um 1900 (Jaro kolem 1900), Praha a Brno, 1936
- Prager Rhapsodie, díl 1: Helldunkle Strophen (Pražská rapsódie. Básně šerosvitu), Praha, 1938, básně, předmluva Stefan Zweig
- Prager Rhapsodie, díl 2: Das Antlitz der Mutter(Pražská rapsódie. Tvář matky), Praha, 1938
- Blaugast. Roman aus dem alten Prag (Blaugast. Román ze staré Prahy), Praha, 1939

### Časopisecky vydané texty, texty na pokračování (výběr)
1904
- Die Wunderpuppe. Eine Kleinseitner Geschichte aus alten Zeiten, in: Deutsche Arbeit. Jg. 4, Nr. 1, Oktober 1904, S. 52-55

1907
- Der Traum von den silbernen Dachrinnen, in: Deutsche Arbeit. Jg. 6, Nr. 6, März 1907, S. 343-347

1909
- Briefsteller für Liebende, in: Bohemia, Jg. 82, Nr. 101, 11 April 1909, Oster-Beilage, S. 38-39

1910
- Daniel Jesus [román na pokračování], in: Der Sturm. Jg. 1, Nr. 10, 5. Mai 1910, S. 74-75
- Daniel Jesus [román na pokračování], in: Der Sturm. Jg. 1, Nr. 11, 12. Mai 1910, S. 82-83
- Daniel Jesus [román na pokračování], in: Der Sturm. Jg. 1, Nr. 12, 19. Mai 1910, S. 90-92
- Daniel Jesus [román na pokračování], in: Der Sturm. Jg. 1, Nr. 13, 26. Mai 1910, S. 98-99
- Daniel Jesus [román na pokračování], in: Der Sturm. Jg. 1, Nr. 14, 2. Juni 1910, S. 107
- Daniel Jesus [román na pokračování], in: Der Sturm. Jg. 1, Nr. 15, 9. Juni 1910, S. 117-118
- Daniel Jesus [román na pokračování], in: Der Sturm. Jg. 1, Nr. 16, 16. Juni 1910, S. 125
- Daniel Jesus [román na pokračování], in: Der Sturm. Jg. 1, Nr. 17, 23. Juni 1910, S. 133-134
- Daniel Jesus [román na pokračování], in: Der Sturm. Jg. 1, Nr. 18, 30. Juni 1910, S. 143
- Daniel Jesus [román na pokračování], in: Der Sturm. Jg. 1, Nr. 19, 7. Juli 1910, S. 149-150
- Daniel Jesus [román na pokračování], in: Der Sturm. Jg. 1, Nr. 20, 14. Juli 1910, S. 156-157

1913
- Opferung [báseň], in: Der Mistral. Eine lyrische Anthologie. Sestavil Alfred Richard Meyer. Berlin-Wilmersdorf: Paul Knorr, 1913 (Die Bücherei Maiandros. IV.-V. Buch), S. 35

1914
- Visionen und Heilige [esej], in: Saturn. Jg. 4, H. 2, Februar 1914, S. 41-51
- Das Gespenst der Judenstadt [povídka], in: Der Sturm. Jg. 5, Nr. 2, April 1914, S. 13-14, dále přetištěno in: Die Schöne Rarität. Jg. 1, H. 7/8, Januar / Februar 1918, S. 124-132, a in: Deutsche Dichter aus Prag. Ein Sammelbuch. Sestavil Oskar Wiener. Wien; Leipzig: Verlag von Ed. Strache, 1919, S. 197-202

1917
- Eine jüdische Kolonie [esej], in: Das jüdische Prag. Eine Sammelschrift. Prag: Verlag der Selbstwehr, 1917, S. 5-6
- Angst [povídka], in: Die Schöne Rarität. Jg. 1, H. 3, September 1917, S. 53-57

1919
- Lied an meine Jugend [báseň], in: Deutsche Dichter aus Prag. Ein Sammelbuch. Sestavil Oskar Wiener. Wien; Leipzig: Verlag von Ed. Strache, 1919, S. 202-203
- Trinklied [báseň], in: Deutsche Dichter aus Prag. Ein Sammelbuch. Sestavil Oskar Wiener. Wien; Leipzig: Verlag von Ed. Strache, 1919, S. 203-204
- Liebeslied [báseň], in: Deutsche Dichter aus Prag. Ein Sammelbuch. Sestavil Oskar Wiener. Wien; Leipzig: Verlag von Ed. Strache, 1919, S. 204-205
- Beichte des Demütigen [báseň], in: Deutsche Dichter aus Prag. Ein Sammelbuch. Sestavil Oskar Wiener. Wien; Leipzig: Verlag von Ed. Strache, 1919, S. 205
- Golgatha [báseň], in: Deutsche Dichter aus Prag. Ein Sammelbuch. Sestavil Oskar Wiener. Wien; Leipzig: Verlag von Ed. Strache, 1919, S. 206

### Drama

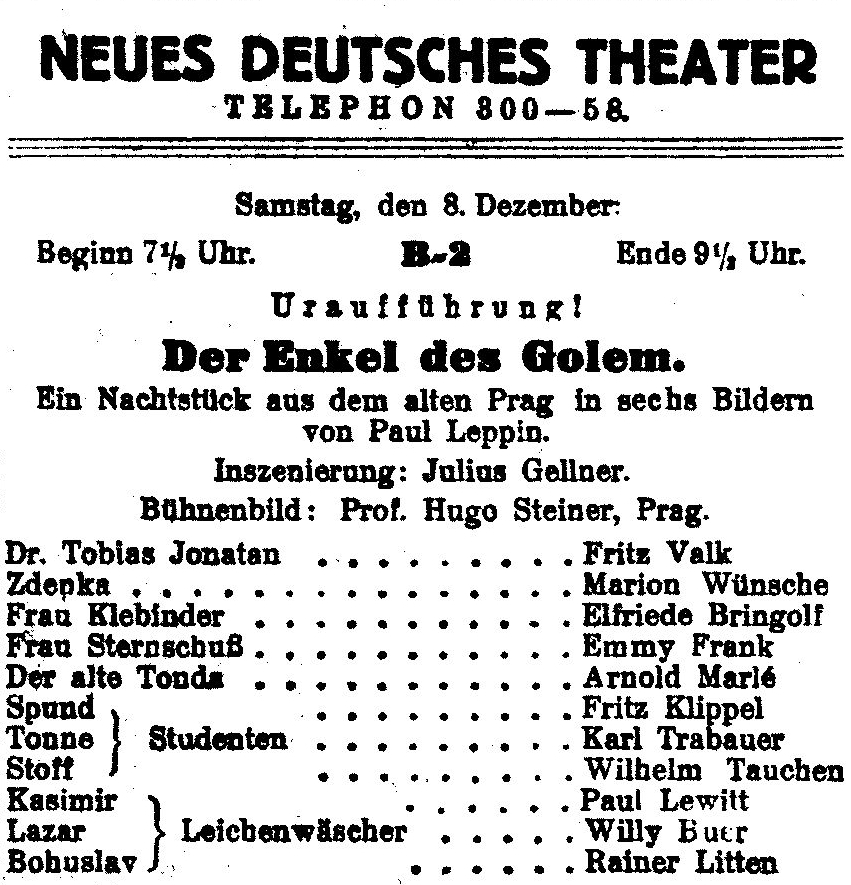
Ohlášení premiéry Leppinovy hry Der Enkel des Golem v Prager Tagblatt ze dne 8.12.1934

- Der blaue Zirkus (Modrý cirkus), 1924
  - premiéra: 23. listopadu 1924, Neues Deutsches Theater, Praha, tiskem drama vyšlo roku 1928[19]
- Rhabarber, 1930
  - premiéra: 18. června 1930, Neues Deutsches Theater, Kleine Bühne, Praha,[19] tiskem 1973
- Der Enkel des Golem (Golemův vnuk), 1934
  - světová premiéra: 8. prosince 1934, Neues Deutsches Theater, Praha[20]
- Bunterbart verkauft Gespenster, pozůstalost, vyšlo tiskem 1973

### Překlady českých textů do němčiny
- Otokar Březina: Der Leib [Tělo]. In: Die Gesellschaft, roč. 15, 1899, sv. 2, s. 332

## Spisy přeložené do češtiny
- Daniel Jesus, překlad: Jaroslav Achab Haidler, ilustrace: Řehoř Samsa, doslov: Tomáš Mazal, Praha, Dämmerung-Verlag, 1986 – bibliofilie[zdroj?]
- Severinova cesta do temnot, překlad: Jaroslav Achab Haidler, ilustrace: F. J. B. Štorm. Praha, Dämmerung-Verlag, 1989 – bibliofilie[zdroj?]
- Severinova cesta do temnot, překlad Alena Bláhová, studii o Paulu Leppinovi napsal Tomáš Mazal, Praha, Concordia, 1992, ISBN 80-900124-6-9
- Daniel Ježíš, překlad Božena Koseková, Argo, 1993, ISBN 80-85794-06-3

### Anglické překlady
- Blaugast: A Novel of Decline, translated from the German by Cynthia Klima, Prague, Twisted Spoon Press, 2007, ISBN 978-80-86264-23-3
- Severin's journey into the dark, translated from the German by Kevin Blahut, Prague, Twisted Spoon Press, 1993, ISBN 80-901257-2-7
- Others' paradise, translated from the German by Stephanie Howard and Amy R. Nestor, Prague, Twisted Spoon Press, 1995, 2003, ISBN 80-86264-07-6

### Časopisecky
- Pražská bohéma, in: Prostor, roč. 6, č. 22 (1992-12-15), s. 35-36, příprava T. Mazal, překlad J. Kroutvor, ISSN 0862-7045
- Dvě povídky z Židovského města, in: Světová literatura, roč. 38, č. 2 (1993), s. 133-137, překlad Gabriela Veselá, ISSN 0039-7075
- Modlitba za vlast, in: Iniciály, roč. 4, č. 34 (1993), s. 2-3, výběr a překlad Jan Mareš, ISSN 0862-6324